# Burka Avenger
Burka Avenger ist eine pakistanische animierte Fernsehserie. Die Hauptfigur ist eine Burka-tragende Superheldin, die das Verbrechen bekämpft. Erdacht wurde die Serie vom Londoner Popsänger Aaron Haroon Rashid, genannt Haroon, der mit Unterstützung eines anonymen Co-Finanziers den Großteil der Produktionskosten trägt und seine Musik dafür in den einzelnen Folgen auch bewerben darf.

## Inhalt
Burka Avenger spielt in der fiktiven Stadt Halwapur im Norden von Pakistan. Hauptfigur ist die Lehrerin Jiya, die ihre Identität bei der Bekämpfung von Verbrechen mit Hilfe einer Burka verbirgt. Als Hilfsmittel benutzt sie Dinge aus ihrem Alltag, darunter Stifte und Bücher.
Die Sendung erhebt einen aufklärerischen Anspruch. In jeder Folge der ersten Staffel wird ein anderes Thema in den Mittelpunkt gerückt, etwa das Recht auf Bildung, auch für Mädchen, oder Kritik an korrupten Politikern, Aberglauben und Kinderarbeit.

## Produktion und Veröffentlichung
Die Serie wurde vom Studio Unicorn Black unter der Regie von Uzair Zaheer Khan produziert. Das Drehbuch schrieb Adi Abdurab. Die 13 Folgen werden seit dem 28. Juli 2013 vom Sender Geo Tez in Pakistan ausgestrahlt. 

## Rezeption
Der Inhalt der Serie wird insbesondere von Konservativen kritisch gesehen. Auch Frauenrechtlerinnen bewerten den Umstand ambivalent, dass gerade ein Kleidungsstück wie die Burka dadurch positiv konnotiert wird.
Unter pakistanischen Kindern erfreut sich die Sendung hingegen, unabhängig vom Geschlecht, großer Beliebtheit. Sie ist auch multimedial bereits eine Marke und hat ein iPhone-Spiel, Videoclips sowie ein Musikalbum unter Beteiligung verschiedener pakistanischer Musiker nach sich gezogen. Haroon plant die Serie international zu vermarkten.